# 竺可桢
竺可桢（1890年3月7日—1974年2月7日），字藕舫，又名紹榮、烈祖、兆熊，男，浙江绍兴人，中国气象学家、地理学家和教育家，中央研究院院士，中国科学院院士。

## 生平

### 早年
竺可桢是浙江省紹興縣東關鎮（今绍兴市上虞区东关街道）人。1905年进入复旦公学中学部学习。1909年进入唐山路矿学堂预科土木工程系学习。1910年，凭庚子赔款奖学金赴美留学。1913年畢業于美国伊利诺伊大学农学院；夏，入哈佛大学读博士，导师为罗伯特·德库西·沃德（Robert DeCourcy Ward）。1918年獲博士學位，论文课题为《远东台风的新分类》。同年回國任教于国立武昌高等师范学校。

### 中年
1920年到1925年任南京高等师范学校、国立东南大学地学系主任。1925年，因东南大学派系斗争，竺可桢转任商务出版社编辑。1926年8月，竺可桢到天津，被张伯苓聘为私立南开大学教授，讲授地学、气象学。1929年到1936年任中央研究院气象研究所所长。
1936年4月赴杭州就任国立浙江大学校长时，并未作长久计，“家”还在南京，這也導致了後來一部分日記的遺失。1937年1月13日，遠東氣象會議在香港開幕，到會代表20餘人，中國派竺可楨出席，會期7天:5339。4月4日，中國地理學會在南京開第四屆年會，會上宣讀論文25篇，大會由竺可楨主持:5397。在此期間，養成优良學風，廣攬名師，特別是延攬了衆多中國科學社和前學衡社的成員，使浙江大學迅速崛起成爲世界一流大學，時人稱浙大爲“東方劍橋”。在浙大的发展历程中，担任校长达13年之久的竺可桢先生可谓厥功至伟。他被公认为“浙大学术事业的奠基人，浙大“求是”精神的典范，浙大的灵魂”。校训“求是”即是由他提出，校歌亦是他请著名国学家马一浮作词、音乐家应尚能谱曲作成。
1945年国民党六大召开前夕，列入朱家骅与陈立夫联名向蒋介石推荐的98名“最优秀教授党员”之一。1948年，当选为中央研究院第一屆院士。1949年，蒋中正撤離上海，從舟山派蔣經國到上海去請當時浙江大學校長竺可楨到台灣遭拒:276。10月16日，任中国科学院副院长，筹建中国科学院地理研究所。

### 晚年

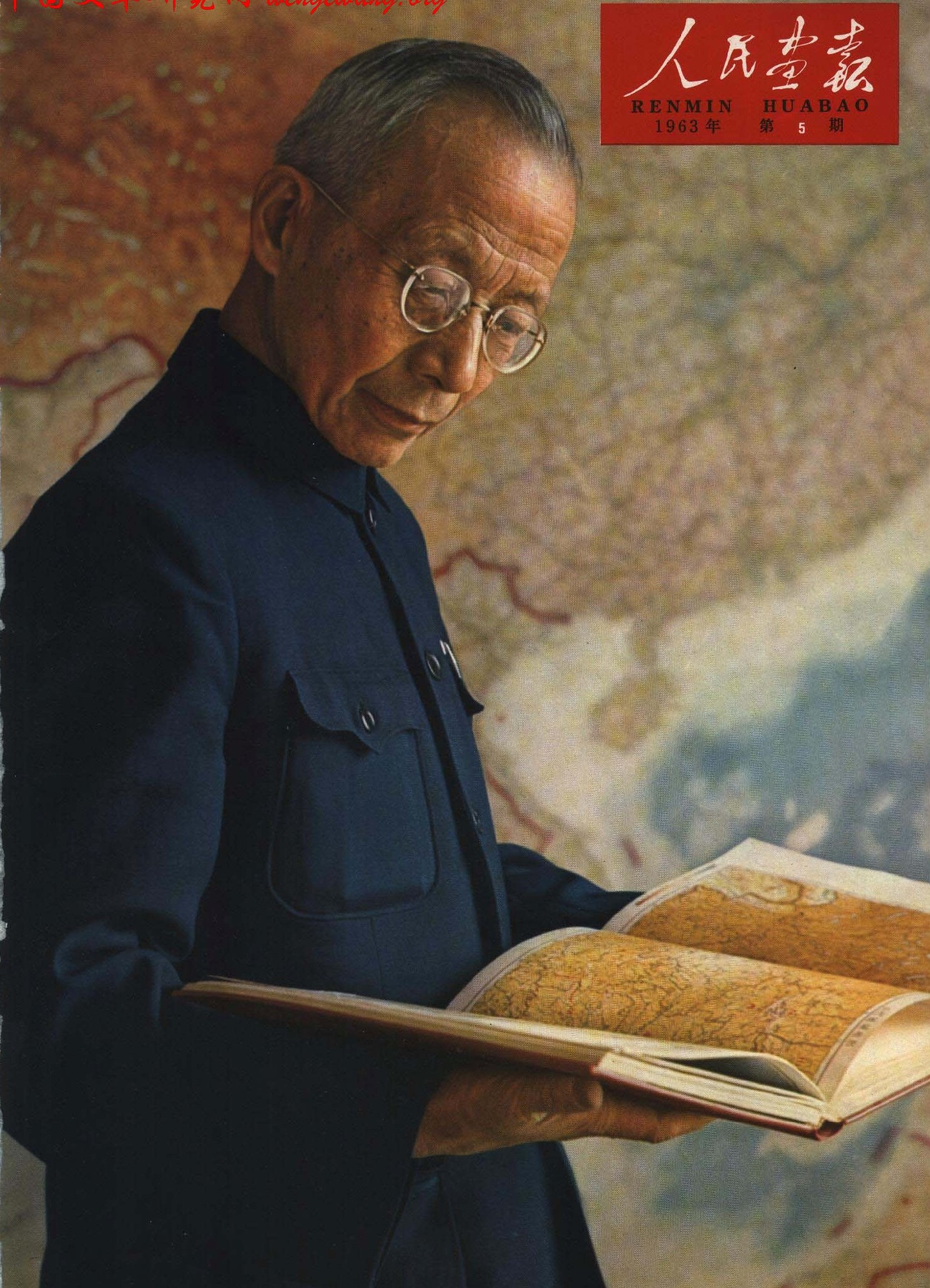
1963年的竺可桢

1955年，当选为中国科学院院士。1962年，竺可桢向中共递交入党申请书，当年6月4日，中国科学院办公厅秘书处党支部举行党员大会，讨论并通过了其申请，吸收竺可桢为中共预备党员。文革期間，竺可楨雖未受到較大衝擊，但每日如履薄冰、提心吊膽。1974年2月7日，因肺病在北京逝世。现今，竺可楨被公認為中國氣象、地理學界的「一代宗師」。

## 家庭

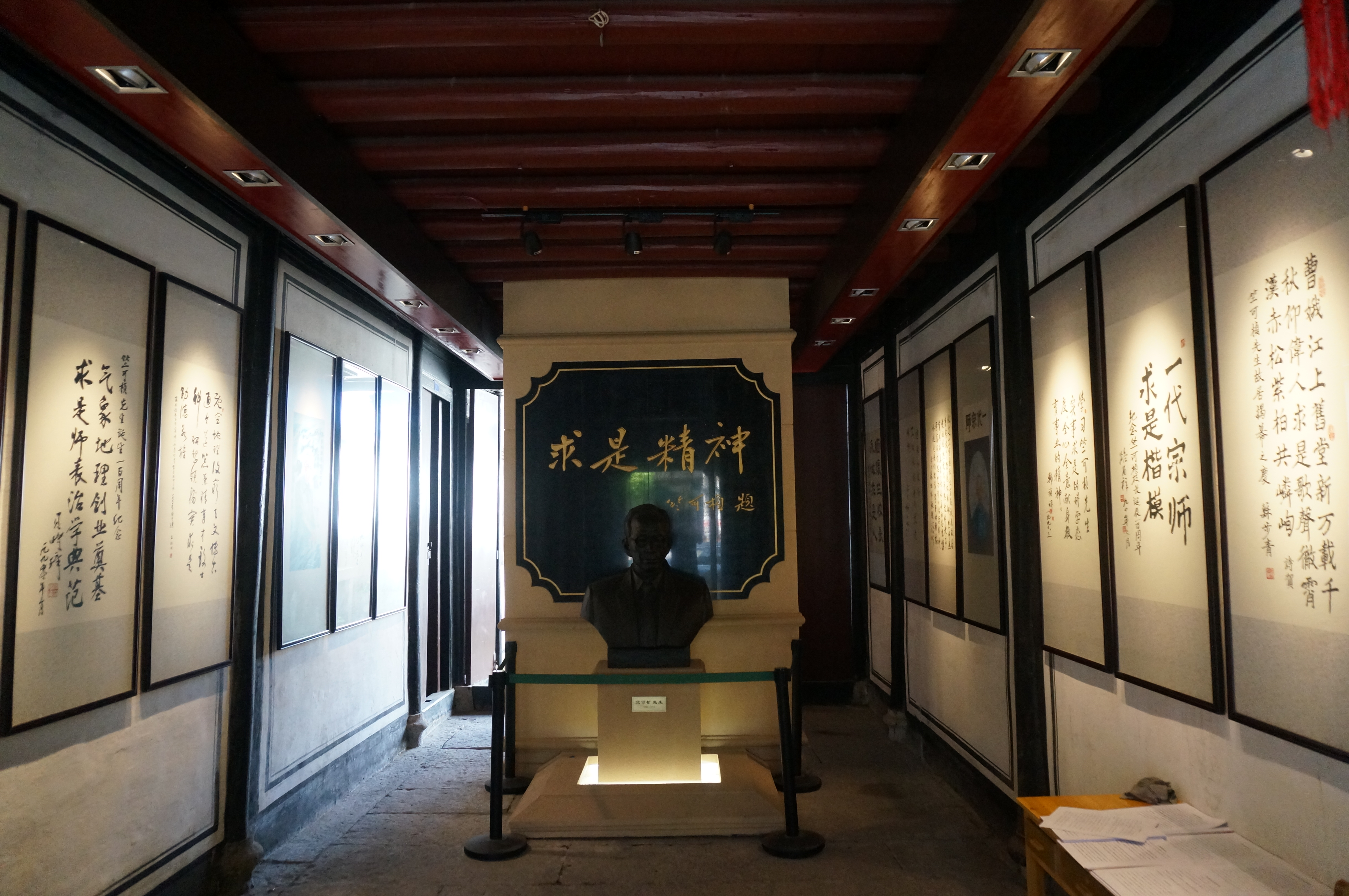
竺可桢故居内的展览

建德竺可桢故居遗址

與第一任妻子張俠魂育有三子二女：竺津（長子，妻孫祥清在竺津於石佛寺管教所病故後改嫁，兩人育有一女竺明芝）、竺梅（長女）、竺衡（次子，死於痢疾）、竺安（三子）、竺寧（次女）。1940年3月15日再婚第二任妻子陳汲，育有一女竺松（三女），妻舅陳源（筆名陳西瀅）。

## 重要著作
- 中國近五千年來氣候變遷的初步研究 （页面存档备份，存于）[14]
- 《竺可桢全集》，上海科技教育出版社，2004 - 2012，ISBN 9787542851062[1]

## 纪念
- 竺可桢学院